# Ґлізново
Ґлізново (пол. Gliznowo) — село в Польщі, у гміні Любень-Куявський Влоцлавського повіту Куявсько-Поморського воєводства.
Населення — 360 осіб (2011).
У 1975-1998 роках село належало до Влоцлавського воєводства.

## Демографія
Демографічна структура станом на 31 березня 2011 року:
|          | Загалом | Допрацездатний вік | Працездатний вік | Постпрацездатний вік |
| -------- | ------- | ------------------ | ---------------- | -------------------- |
| Чоловіки | 182     | 35                 | 133              | 14                   |
| Жінки    | 178     | 32                 | 103              | 43                   |
| Разом    | 360     | 67                 | 236              | 57                   |